# Biserica de lemn din Mrenești

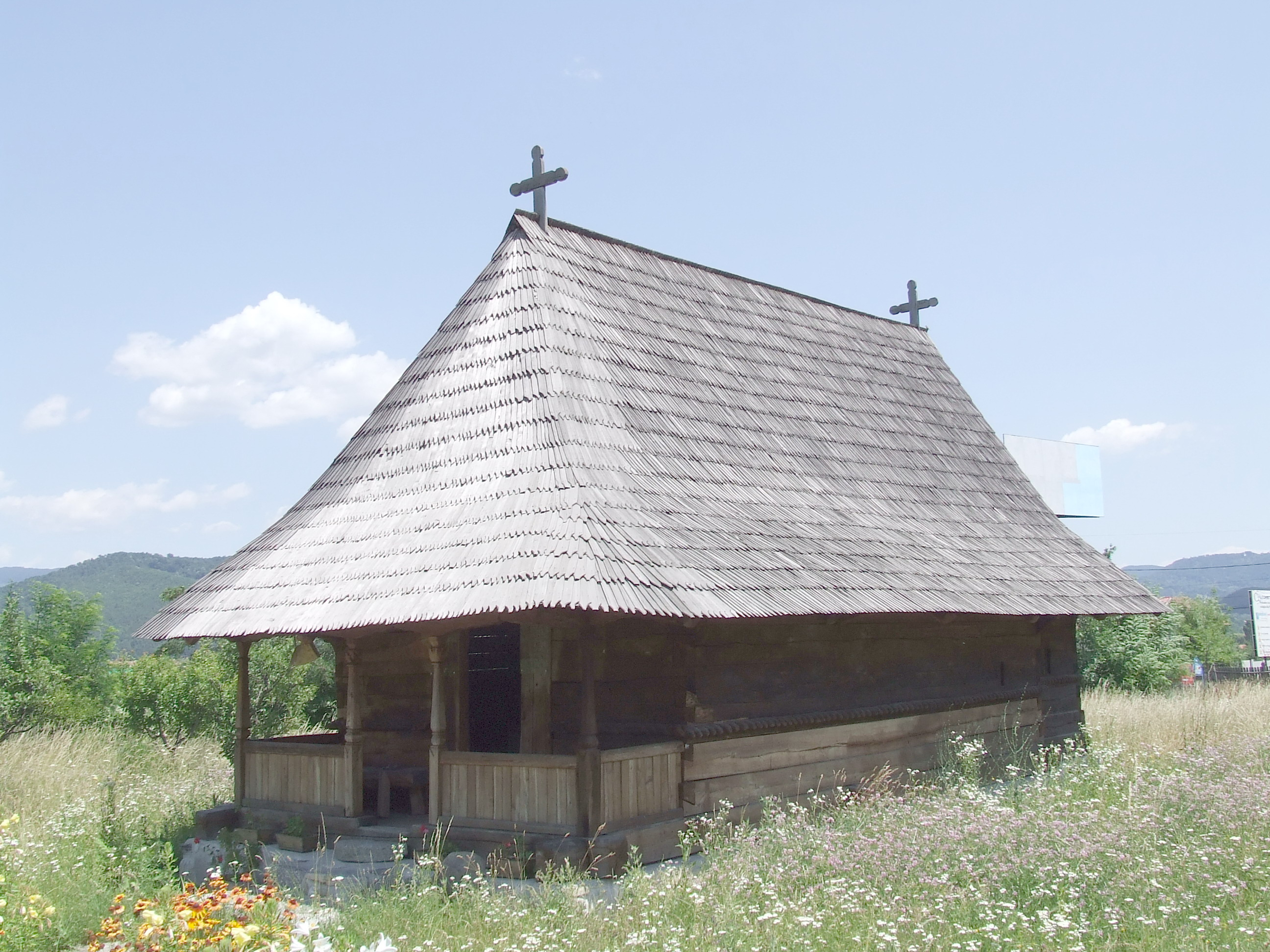
Biserica de lemn din Mreneşti. Azi mutată la muzeul Satului Vâlcean din Bujoreni. Foto: 2009

Biserica de lemn din Mrenești din localitatea omonimă în județul Vâlcea a fost transferată și salvată în Muzeul Satului Vâlcean de la Bujoreni în anul 2003. Construcția are hramul „Intrarea în Biserică” și datează din 1771. Biserica se află pe noua listă a monumentelor istorice din județul Vâlcea sub codul LMI:  VL-II-m-B-09693.03.